# Кана (приток Узяна)
Кана (Орлов Лог) — река в России, течёт по территории Белорецкого района Башкортостана. Устье реки находится в 11 км по левому берегу Узяна. Длина реки составляет 11 км.

## Данные водного реестра
По данным государственного водного реестра России относится к Камскому бассейновому округу, водохозяйственный участок реки — Белая от водомерного поста Арский Камень до Юмагузинского гидроузла, речной подбассейн реки — Белая. Речной бассейн реки — Кама.
Код объекта в государственном водном реестре — 10010200212111100017072.